# البرهان في علوم القرآن (كتاب)
كتاب البرهان في علوم القرآن. هو كتاب ألفه الإمام الزركشي، أبو عبد الله، بدر الدين، محمد بن عبد الله بن بهادر بن عبد الله الزركشي المصري, ولد في القاهرة سنة 745 هـ وتُوفي سنة 794هـ، عالم، فقيه، أصولي، محدث، مفسر، المصنف المحرر المنهاجي الشافعي المذهب، التركي الأصل.
كتاب البرهان في علوم القرآن وهو  فريد في موضوعه، ذائع الشهرة جم الفائدة.

## نبذة عن الكتاب
جمع فيه المؤلف علوم القرآن التي كانت مفرقة في مصنفات مستقلة ، كأسباب النزول ، ومعرفة المناسبات بين الآيات ، 
وعلم القراءات ، وإعجاز القرآن ، والناسخ والمنسوخ ، وإعراب القرآن ، والوجوه والنظائر ، وعلم المتشابه ،
وعلم المبهمات ، وأسرار فواتح السور وخواتمها ، ومعرفة المكي والمدني . 
حاول المصنف في هذا الكتاب أن يستوفي كل علم بمفرده باختصار ، فكان يؤرخ له ، ويحصي الكتب التي ألفت فيه ، 
ويشير إلى العلماء الذين تدارسوه ، ثم يذكر مسائله ، ويبين أقوال العلماء فيه ، وينقل آراء علماء التفسير والمحدثين والفقهاء والأصوليين 
وعلماء العربية وأصحاب الجدل . 
وقسم كتابه إلى سبعة وأربعين نوعا ، ويذكر في النوع الواحد فصولا وفوائد وتنبيهات ، فجاء الكتاب من أجمع الكتب التي 
صنفت في علوم القرآن وأكثرها فائدة ، واعتمد عليه كل من جاء بعده ، وخاصة السيوطي 
وكان أسلوب الكتاب سهلا ، واضحا ، أدبيا ، ويكثر فيه الإستشهاد بالآيات الكريمة ، وأبيات الشعر ، 
وينسب الأقوال إلى أصحابها .

## سند الكتاب
أروي هذا الكتاب بالإسناد المتصل إلى مؤلفه إجازة عن شيخنا أبي الفيض محمد ياسين بن عيسى الفاداني المكي - حفظه الله - عن الشيخ حسن بن سعيد يماني ، عن السيد حسين بن محمد الحبشي المكي ، عن أبيه ، عن المفتي السيد عبد الرحمن بن سليمان الأهدل ، عن الصفي السيد أحمد بن محمد شريف مقبول الأهدل ، عن السيد يحيى بن عمر مقبول الأهدل ، عن السيد علي بن أبي بكر البطاح الأهدل ، عن السيد أبي بكر بن أبي القاسم الأهدل الملقب بسراج العلوم ، عن السيد الصديق بن محمد الخاص ، عن العلامة حميد بن عبد الله السندي المدني ، عن الشهاب أحمد بن محمد بن حجر الهيتمي ، عن الحافظ أبي الفضل عبد الرحمن بن أبي بكر السيوطي ، قال : أخبرنا بها العلامة تقي الدين أحمد بن محمد الشمني إجازة عن أبيه العلامة كمال الدين محمد الشمني ، عن مؤلفه العلامة بدر الدين محمد بن عبد الله بن بهادر الزركشي .

## أقسام الكتاب
- النوع الأول: معرفة أسباب النزول
- النوع الثاني: معرفة المناسبات بين الآيات
- النوع الثالث: معرفة الفواصل ورؤوس الآي
- النوع الرابع: في جمع الوجوه والنظائر
- النوع الخامس: علم المتشابه
- النوع السادس: علم المبهمات
- النوع السابع: في أسرار الفواتح والسور
- النوع الثامن: في خواتم السور
- النوع التاسع: معرفة المكي والمدني
- النوع العاشر: معرفة أول مانزل من القرآن وآخر مانزل
- النوع الحادي عشر: معرفة على كم لغة نزل
- النوع الثاني عشر: في كيفية إنزاله
- النوع الثاث عشر: في بيان جمعه ومن حفظه من الصحابة رضي الله عنهم
- النوع الرابع عشر: معرفة تقسيمه بحسب سوره وترتيب السور والآيات وعددها
- النوع الخامس عشر: معرفة أسمائه واشتقاقاتها
- النوع السادس عشر: معرفة ما وقع فيه من غير لغة أهل الحجاز من قبائل العرب
- النوع السابع عشر: معرفة ما فيه من غير لغة العرب
- النوع الثامن عشر: معرفة غريبه
- النوع التاسع عشر: معرفة التصريف
- النوع العشرون: معرفة الأحكام من جهة إفرادها وتركيبها
- النوع الحادي والعشرون: معرفة كون اللفظ والتركيب أحسن وأفصح
- النوع الثاني والعشرون: معرفة اختلاف الألفاظ بزيادة أو نقص أو تغيير حركة أو إثبات لفظ بدل آخر
- النوع الثالث والعشرون: معرفة توجيه القراءات وتبيين وجه ما ذهب إليه كل قارئ
- النوع الرابع والعشرون: معرفة الوقف والابتداء
- النوع الخامس والعشرون: علم مرسوم الخط
- النوع السادس والعشرون: معرفة فضائله
- النوع السابع والعشرون: معرفة خواصيه
- النوع الثامن والعشرون: هل في القرآن شيء أفضل من شيء
- النوع التاسع والعشرون: في آداب تلاوتها وكيفيتها
- النوع الثلاثون: في أنه هل يجوز في التصانيف والرسائل والخطب استعمال بعض آيات القرآن
- النوع الحادي والثلاثون: معرفة الأمثال الكائنة فيه
- النوع الثاني والثلاثون: معرفة أحكامه
- النوع الثالث والثلاثون: في معرفة جدله
- النوع الرابع والثلاثون: معرفة ناسخه من منسوخه
- النوع الخامس والثلاثون: معرفة موهم المختلف
- النوع السادس والثلاثون: معرفة المحكم من المتشابه
- النوع السابع والثلاثون: في حكم الآيات المتشابهات الواردة في الصفات
- النوع الثامن والثلاثون: معرفة إعجازه
- النوع التاسع والثلاثون: معرفة وجوب تواتره
- النوع الأربعون: في بيان معاضدة السنة للقرآن
- النوع الحادي والأربعون: معرفة تفسيره وتأويله
- النوع الثاني والأربعون: في وجوه المخاطبات والخطاب في القرآن
- النوع الثالث والأربعون: في بيان حقيقته ومجازه
- النوع الرابع والأربعون: في الكنايات والتعريض في القرآن
- النوع الخامس والأربعون: في أقسام معنى الكلام
- النوع السادس والأربعون: في أساليب القرآن وفنونه البليغة
- النوع السابع والأربعون: في الكلام على المفردات والأدوات